# Butterfly inthe stomach
butterfly inthe stomach（バタフライ インザ ストマック）は日本のロックデュオ。略称は「バタスト」。

## メンバー
小野 雄一郎（おの ゆういちろう）
- ボーカル／ギター担当
- 2月10日生まれ。A型。千葉県出身。
- 全曲の作詞作曲を手掛けるほか、アートワークやグッズデザインも担当。
- ザ・チャレンジのチャレンジオノマックとしても活動。
- ドラゴンボール、NIKE AIRMAX95、木村拓哉が好き。
- 好きな食べ物は餃子。
- 好きな女性芸能人は水原希子。

中江 太郎 （なかえ たろう）
- ドラム／コーラス担当
- 10月30日生まれ。A型。沖縄県出身。一人っ子。
- 関西を中心とした音楽活動を経て2011年上京。
- 2013年に加入。
- 達筆。猫を飼っている。
- 好きな食べ物は白米。
- 忘れ物大臣。
- 好きな女性芸能人は多部未華子。

## 来歴
- 2003年、小野を中心に小中学校の同級生4人で結成。
- 2006年3月、ギターが脱退。スリーピースでの活動を開始。下北沢でのライブ活動を中心に、積極的に音源リリースも行う。

- 2012年4月30日のライブをもってベース小澤・ドラム渡辺が脱退[1]。
- 2013年2月、ドラムに中江が加入[2]。ツーピースでの活動を開始。現在に至る。

## 作品
2007年10月3日
- 1stミニアルバム「Long Goodbye」

2008年4月2日
- 2ndミニアルバム「Girls Pool」

2008年8月13日
- 1stシングル「Photographer」

2008年11月19日
- 1stフルアルバム「BANK」

2009年10月16日
- 会場限定CD「ヒラクミライと共犯シンパシー」

2011年1月12日
- 2ndフルアルバム「DEADSTOCK」

2011年5月4日
- 会場限定CD「Fix Waltz」

### 2ピース体制以降の作品
2013年6月1日
- LIVE会場限定「GIGS 1」

01. BANDやろうぜ_20130209 / 02. スパーキングウェンズデイ_20130412

2013年12月20日
- LIVE会場限定「GIGS 2」

　01. チャオズ_20131024 / 02. ダサいとこ見して_20131206

2014年2月9日
- LIVE会場限定「GIGS 3」

　01. とてつもなく、すさまじい_20130810 / 02. 君に告白_20131102

2014年4月19日
- LIVE会場／通販限定「バタートースト」

　01. 完全体 / 02. チャオズ / 03.席替えブルース / 04.とてつもなく、すさまじい

2014年11月19日
- ミニアルバム「じたばたストーリー」

　01. 君とスパーキン / 02. 君が好きだよ -とてつもなく、すさまじい- / 03. 週刊誌に載ろうよ / 04. BANDやろうぜ / 05.ライフ・イズ・ロマンス

2015年2月21日
- LIVE会場限定「GIGS -2nd anniversary of futarigumi!!」

　01. 目が眩むよ 2015.1.7_横浜 BAYSIS / 02. 暴きだせ未来を 2014.5.25_下北沢 GARAGE /
　03. 君に告白 2013.9.24_TSUTAYA O-Crest / 04. ヘヴン(acoustic ver.) 2014.2.9_下北沢 GARAGE

2016年6月23日
- シングル「Sangen-jaya e.p.」

　01. Sangen-jaya / 02. Hey dance! Hey joy! / 03. Time

2017年4月26日
- ミニアルバム「バタストライプ」

　※通常盤CDのみ/※会場限定盤CD＋DVD
　01. 100%中の100% / 02. やっちまいなローリングサンダー / 03. パレードに消えないで / 04. Highway97 / 05. 形勢大逆転のテーマ
2017年10月29日
- ミニアルバム「Dragon Disk」　LIVE会場限定リリース

　01. 謝々マイフレンド / 02. go!go!Adventure / 03. MY STORMY LIFE / 04. 燃え上がれ俺のドラゴン / 05. 天下一